# Cal Sialló
Cal Sialló és una masia convertida en granja porcina del terme municipal d'Isona i Conca Dellà pertanyent a la vila d'Isona, de l'antic terme d'Isona.
Està situada al nord-est d'Isona, a peu del camí vell de Bóixols i de la Posa, i a llevant de la carretera L-511 poc abans del punt quilomètric número 2.